# Psammella
Psammella es un género de foraminífero bentónico considerado un sinónimo posterior de Psammophaera de la subfamilia Psammosphaerinae, de la familia Psammosphaeridae, de la superfamilia Psammosphaeridae, del Suborden Saccamminina y del orden Astrorhizida. Su especie tipo era Psammella frankei. Su rango cronoestratigráfico abarcaba el Holoceno.

## Discusión
Clasificaciones previas incluían Psammella en la Superfamilia Astrorhizoidea, así como en el Suborden Textulariina y/o Orden Textulariida.

## Clasificación
Psammella incluía a las siguientes especies:
- Psammella frankei, aceptado como Psammophaera frankei
  - Psammella frankei var. ellipsoides
  - Psammella frankei var. sphaeroides